# Franz Kapus
Franz Kapus (Zúrich, 12 de abril de 1909-Zúrich, 4 de marzo de 1981) fue un deportista suiza que compitió en bobsleigh en las modalidades doble y cuádruple.
Participó en tres Juegos Olímpicos de Invierno entre los años 1948 y 1956, obteniendo una medalla de oro en Cortina d'Ampezzo 1956 en la prueba cuádruple. Ganó cuatro medallas en el Campeonato Mundial de Bobsleigh entre los años 1950 y 1955.

## Palmarés internacional
| Juegos Olímpicos   | Juegos Olímpicos           | Juegos Olímpicos  | Juegos Olímpicos |
| Año                | Lugar                      | Medalla           | Prueba           |
| ------------------ | -------------------------- | ----------------- | ---------------- |
| 1956               | Cortina d'Ampezzo (Italia) | Medalla de oro    | Cuádruple        |
| Campeonato Mundial |                            |                   |                  |
| Año                | Lugar                      | Medalla           | Prueba           |
| 1950               | Cortina d'Ampezzo (Italia) | Medalla de bronce | Cuádruple        |
| 1951               | Alpe d'Huez (Francia)      | Medalla de bronce | Cuádruple        |
| 1955               | Sankt Moritz (Suiza)       | Medalla de oro    | Cuádruple        |
| 1955               | Sankt Moritz (Suiza)       | Medalla de bronce | Doble            |